# UFC 254
UFC 254: Khabib vs. Gaethje fue un evento de artes marciales mixtas producido por Ultimate Fighting Championship que tuvo lugar el 24 de octubre de 2020 en el du Forum de la isla de Yas, en Abu Dhabi, Emiratos Árabes Unidos.

## Antecedentes
El evento se desarrolló con horario local para las horas de máxima audiencia. El cartel principal comenzó a las 22:00 horas (24 de octubre), hora local de Abu Dhabi, con un cartel preliminar completo que comenzó aproximadamente a las 18:15 horas, hora del Golfo.
Un combate de unificación del Campeonato de Peso Ligero de la UFC entre el actual Campeón Jabib Nurmagomédov y el campeón interino Justin Gaethje (también ex Campeón de Peso Ligero de la WSOF) sirvió como cabeza de cartel del evento. El combate estuvo brevemente vinculado a UFC 253, pero la fecha no se materializó y en su lugar tuvo lugar cuatro semanas después. El 17 de septiembre, la UFC anunció el fichaje del ex Tricampeón Mundial de Peso Ligero de Bellator, Michael Chandler, que sirvió de refuerzo y de posible sustituto para este combate.

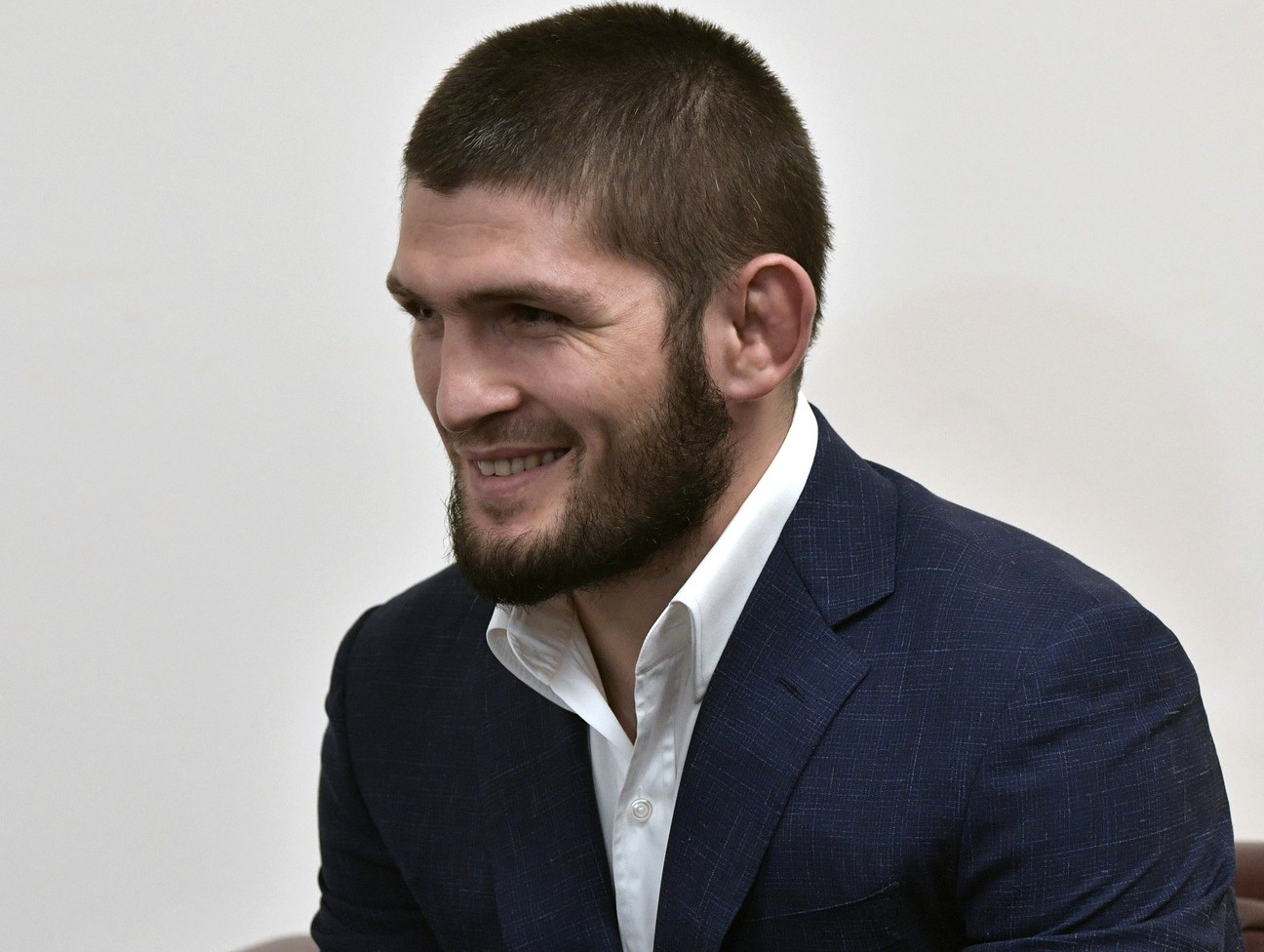
Jabib Nurmagomédov tenía un récord perfecto de 28-0 antes del evento.

Un combate de Peso Medio entre el ex Campeón de Peso Medio de la UFC Robert Whittaker y Jared Cannonier estaba inicialmente programado para tener lugar en UFC 248 en marzo. Sin embargo, Whittaker se retiró por motivos personales. El emparejamiento se reprogramó para este evento.
A pesar de no haber sido anunciado oficialmente, se esperaba un combate de Peso Pluma entre el ganador de The Ultimate Fighter: Latin America, Yair Rodríguez y Zabit Magomedsharipov. El emparejamiento había sido programado en dos ocasiones anteriores, primero en UFC 228 en septiembre de 2018 y luego en UFC Fight Night: Smith vs. Rakić en agosto. Sin embargo, Rodríguez se retiró de ambos eventos con una lesión.
Magomed Ankalaev e Ion Cuțelaba se enfrentaron por primera vez en un combate de Peso Semipesado en UFC Fight Night: Benavidez vs. Figueiredo, donde Ankalaev ganó por un controvertido nocaut. Debido a la controversia del paro, la UFC reservó la revancha para UFC 249, en su fecha original del 18 de abril. Sin embargo, Ankalaev se vio obligado a retirarse del evento debido a las restricciones de viaje relacionadas con la pandemia de COVID-19. Más tarde se reagruparon para UFC 252, pero Cuțelaba se retiró después de dar positivo por COVID-19 y el combate se reprogramó para UFC Fight Night: Smith vs. Rakić. Cuțelaba volvió a dar positivo el día del evento, lo que provocó una nueva cancelación de este combate. A su vez, se reprogramaron por tercera vez y se reunieron en este evento. El recién llegado a la promoción, Isi Fitikefu, pesó como suplente para este combate.
Se esperaba que Elizeu Zaleski dos Santos se enfrentara a Shavkat Rakhmonov en un combate de Peso Wélter en el evento. Sin embargo, dos Santos se retiró a finales de septiembre debido a una lesión de rodilla que requeriría cirugía. Fue sustituido por Alex Oliveira.
Se esperaba un combate de Peso Ligero entre el ex campeón Rafael dos Anjos e Islam Makhachev en el evento. Sin embargo, el 8 de octubre se anunció que dos Anjos dio positivo por COVID-19 y fue retirado del combate. No se pudo encontrar un sustituto y Makhachev también fue retirado del evento. El emparejamiento se dejó intacto y se reprogramó para el 14 de noviembre en UFC Fight Night: Felder vs. dos Anjos.
Cynthia Calvillo y la ex Campeona de Peso Gallo de Invicta FC, Lauren Murphy, tenían previsto enfrentarse en un combate de Peso Mosca Femenino en el evento. Sin embargo, Calvillo se retiró del combate el 15 de octubre tras dar positivo por COVID-19 y fue sustituida por la recién llegada a la promoción Liliya Shakirova.
Se esperaba un combate de Peso Gallo entre Umar Nurmagomedov y Sergey Morozov. Sin embargo, el 18 de octubre se anunció que Nurmagomedov había sido hospitalizado por una enfermedad y el combate se canceló. Morozov se quedó como suplente en el combate de Peso Capturado de 140 libras entre Nathaniel Wood y Casey Kenney.
En el pesaje, Alex Oliveira y Joel Álvarez no alcanzaron el peso para sus respectivos combates. Oliveira pesó 173 libras, dos libras por encima del límite de la pelea no titular del Peso Wélter. Álvarez pesó 159.5 libras, tres libras y media por encima del límite de peso ligero sin título. Ambos combates se celebraron en el Peso Capturado y se les impuso una multa del 20% y el 30% de sus bolsas individuales, respectivamente, que fueron a parar a sus oponentes Shavkat Rakhmonov y Alexander Yakovlev.

## Resultados
1. ↑  Por el Campeonato de Peso Ligero de la UFC.

## Premios de bonificación
Los siguientes luchadores recibieron bonificaciones de $50000 dólares.
- Pelea de la Noche: Casey Kenney vs. Nathaniel Wood
- Actuación de la Noche: Khabib Nurmagomedov y Magomed Ankalaev

## Consecuencias
En la entrevista posterior a la pelea de Khabib Nurmagomedov, anunció su retiro de las artes marciales mixtas y explicó que le había prometido a su madre que no seguiría peleando sin su difunto padre (quien murió por complicaciones relacionadas con una condición cardíaca existente mientras daba positivo con COVID-19 en julio). "Hoy quiero decir que ha sido mi última pelea. De ninguna manera voy a venir aquí sin mi padre", dijo Nurmagomedov. "Fue la primera vez después de lo que pasó con mi padre. Cuando UFC me llamó con Justin, hablé con mi madre tres días. Ella no quiere que vaya a pelear sin mi padre, pero le prometí que sería mi última pelea. Y si doy mi palabra, tengo que cumplirla".

## Audiencia
Apenas tres días antes de la noche de la pelea, los responsables de la UFC dijeron que habían registrado la cobertura mediática de la tarjeta en más de 50 países, con un total de más de 23000 millones de impresiones.
En Rusia, UFC 254 se emitió en REN TV, donde atrajo a más de 10.8 millones de espectadores en directo, situándose en el primer puesto de las audiencias televisivas rusas. El evento fue visto por el 19.2% del grupo demográfico de 25 a 54 años en Rusia, incluyendo el 25,7% de los hombres en ese grupo demográfico. En la capital, Moscú, el evento fue visto por el 19.8% de los jóvenes de 25 a 54 años, de los cuales el 26.8% son hombres.